# Cispinilus flavidus
Cispinilus flavidus är en spindelart som först beskrevs av Simon 1910.  Cispinilus flavidus ingår i släktet Cispinilus och familjen vårdnätsspindlar. Inga underarter finns listade i Catalogue of Life.